# Семененко Олександр Платонович

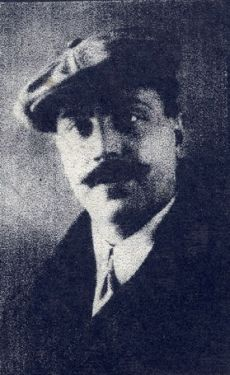

Олекса́ндр Плато́нович Семе́ненко, в еміграції Oleksander Semenenko (*27 серпня 1898, Єлисаветград — 1 червня 1978, Нью-Йорк) — український адвокат і громадський діяч, письменник-мемуарист, другий за ліком бургомістр окупованого німцями Харкова у роки Другої Світової війни. Обирався головою Фундації УВАН.

## Біографія
Олександр Семененко народився 27 серпня 1898 року в Єлисаветграді в родині державного урядовця.
У 1915 році закінчив класичну гімназію Єлисаветграда та вступив на юридичний факультет Одеського університету. В 1917—22 роках співпрацював з Центральною Радою, навчався в Одеському університеті та працював редактором в одній з єлисаветградських газет.
1922 року Семененко оселяється в Харкові, продовжує навчання у Харківському інституті народного господарства, а в травні 1925 року стає членом Харківської Колегії адвокатів.
У вересні 1937 року був заарештований на три місяці як активний діяч української інтелігенції. 27 січня 1938 вдруге заарештований НКВС, амністований 7 листопада 1939 року як жертва «єжовщини».
Під час німецької окупації Харкова був спочатку заступником обербургомістра О. Крамаренка з юридичних питань, а з 1942 р. сам обіймав посаду міського голови (обербургомістра) (1942–1943).
Після того, як радянські війська зайняли Харків, Олександр Семененко виїхав до Німеччини, де в 1944–1945 був керівником Української установи для обслуговування робітників, вивезених до Німеччини на примусову працю. Був членом Українського Національного Комітету, в 1945 році брав участь у формуванні Української Національної Армії.
Після війни під чужим прізвищем (Змененко Олексій) емігрував до Бразилії. Працював у Ріо-де-Жанейро представником фірми продажу канцелярського приладдя. 1960 завдяки зусиллям Президента Української Академії Наук у США Михайла Вєтухова, Семененко переїхав до США, де працював клерком правничої фірми.
Помер 1 червня 1978 року в Нью-Йорку, похований на українському православному цвинтарі в Саут-Баунд-Бруку, штат Нью-Джерсі.

## Творчість
Автор спогадів Kharkiv, Kharkiv (укр. «Харків…Харків…», Мюнхен, вид-во «Сучасність», 1977, англійською мовою). (Харків–Нью-Йорк, 1992).
- Семененко О. Харків, Харків… / Вступне слово Маріяна Коця. — Харків — Нью-Йорк: Березіль. — Маріян Коць, 1992. — 160 с.